# De doorluchtige daden van Jan Stront
De doorluchtige Daden van Jan Stront, Opgedragen aan het kack-huys is een Nederlandse, pornografische schelmenroman in twee delen, die respectievelijk in 1684 en 1696 anoniem gepubliceerd werden. Deel I, getiteld De doorluchtige Daden van Jan Stront, ofte een waarachtige beschryvinge van het leven van een Rotterdams Koopmans Zoon, &c. is een schunnige satire op de samenleving, de religie en de moraal en is gebaseerd op de Franse roman Le moyen de parvenir uit 1616, die toegeschreven wordt aan Beroalde de Verville. Deel II, De doorluchtige Daden van Jan Stront, Opgedragen aan het kack-huys. Bestaande In een uitgeleze Gezelschap, zo van Heeren als Juffers. Gedrukt voor de lief-hebbers, is in wezen een gesprek tussen enkele personen, die elkander verhalen over hun seksuele escapades vertellen en herinneringen ophalen aan allerhande fratsen die ze hebben uitgehaald. Het hoofdpersonage van beide delen is Johannes Stront, een goed opgeleide burger van de Nederlandse Republiek, die gefascineerd is door uitwerpselen en wiens beste vrienden prostituees en hoerenlopers zijn. 

## Inhoud
De opzet van een ogenschijnlijk academisch gesprek over uiteenlopende onderwerpen tussen geleerde personen, met als bedoeling schijnheiligheid te hekelen, gaat op zijn minst terug tot de satirische dodendialogen van Lucianus van Samosata. Evenals in Le moyen de parvenir geeft de auteur in het eerste deel namen van beroemde geleerden en filosofen aan zijn personages. Doordat gerenommeerde intellectuelen uitsluitend over stront en seks praten, worden de filosofie en de cultuur onderuitgehaald. Het taalgebruik bevat talloze woordgrapjes en dubbele bodems, die somtijds voor de 21ste-eeuwse lezer niet direct begrijpelijk zijn. De opdracht ‘aan het kack-huys’ parodieert de gewoonte om boeken, in ruil voor financiële steun, aan een vermogende beschermheer of beschermvrouw toe te wijden.

### Deel I
Deel I is een herschrijving van het Franse origineel, waarin de ‘universele satire’ op de Nederlandse situatie wordt toegepast. Jan Stront werd verwekt doordat zijn vader zijn moeder ondergescheten had alvorens haar te bevruchten (ze werd ‘bemest’). Hij gaat in 1640 naar de Latijnse school en trekt later naar de Universiteit Leiden. Wat hij studeert, wordt niet uitgelegd en hij vult zijn dagen uitsluitend met drinkgelagen en seks. Wanneer hij in Koudekerk aan den Rijn enkele studiegenoten ontmoet, verandert het verhaal in een discussie met raamvertelling. In hun dialoog halen de gesprekspartners de hele menselijke cultuur onderuit. Alle verworvenheden van de kennis, wetenschap, kunst en godsdienst moeten eraan geloven: de mensheid is niets dan stront. Dit eerste deel is een algemene persiflage op cultuur en maatschappij: alle waarden zijn hypocriet en verdienen niets anders dan aangevallen te worden.

### Deel II
In het tweede deel, dat twaalf jaar later verscheen, is Jan Stront oud geworden, maar hij is nog steeds even geil. Dit deel gaat vrijwel uitsluitend over hoetelen en bestaat uit een lange dialoog tussen Jan en zijn vrienden, het duifje Tullia (een verwijzing naar de beroemde pornografische roman L'academie des dames), Moeder Smulkous en Tullia’s dochter Jacoba, die ongewenst zwanger is en haar moeder om advies vraagt. Jan Stront en Tullia leggen haar uit hoe ze haar dwaze verloofde kan overtuigen dat ze nog maagd is. Later vervoegen Polemon en Menochius zich bij het gezelschap, de minaars van Katerina, die zelf ook opdaagt. Onder het nuttigen van wijn praten ze over hun ontmaagding, hoe men als vrouw iemand kan laten geloven dat men nog maagd is, syfilis, de voor- en nadelen van dildo’s en dies meer. Jan vertelt onder andere een verhaal over een geile pater die hij in Mechelen bedroog, schelmenstreken die hij uithaalde met advocaat Peper en mijnheer Baldus, hoe hij een Duitse dienstmaagd verleidde, een kind verwekte bij Clementia en door haar zuster Margarita in de val werd gelokt. Tullia’s meid Willemijntje bezorgt Jan Stront syfilis en Baldus wil seks met Willemijntje. Ze dansen naakt de kamer rond en Jan Stront noemt Tullia achterkousig: naar zijn smaak zit haar complexie te laag, Willemijntje heeft daarentegen een hoog zittende puis, hetgeen aan het 17de-eeuwse schoonheidsideaal beantwoordt. Hierop is Tullia verontwaardigd omdat Jan Stront kwaad spreekt over haar dolhuisje. Terwijl Tullia, Baldus en Willemijntje slapen, steelt Jan Stront hun kleren, past ze aan en laat ze door een leurster weer aan hen verkopen. Hij huurt een waarzegster in om ‘aan het licht te brengen’ dat Tullia, Baldus en Willemijntje alle drie dieven zijn: het drietal merkt dat ze elkaars kleren aanhebben en ze gaan met elkaar op de vuist. Advocaat Peper neemt hij beet door drie schoorsteenvegers achter het bed te verstoppen waarin de advocaat seks met het hoertje Clara wil hebben: wanneer zij de kaars aansteekt en het met roet besmeurde gelaat van een van deze mannen ziet, denkt ze dat de duivel bij haar in bed is gekropen. Ze schreeuwt het huis bijeen en advocaat Peper krijgt een pak slaag. Wanneer al deze verhalen verteld zijn, gaat het gezelschap naar bed.

## Auteurschap
Het boek bevat noch een opgave van de drukker, noch van de auteur. Volgens Inger Leemans is Pieter Elzevier, uit de bekende drukkersfamilie, een aannemelijke kandidaat. Elzevier schreef kluchten met vele seksuele toespelingen; de stijl van het boek vertoont overeenkomsten met onder andere diens dichtbundels Apolloos snaaren uit 1664 en Den lacchenden Apoll uit 1667. Namen als ‘Menochius’ en ‘Baldus’, twee Italiaanse juristen, wijzen op een juridische achtergrond van de auteur. Aan het eind van deel II wordt een vervolg aangekondigd, dat echter nooit verschenen is; dit kan verklaard worden doordat Elzevier in 1696 overleed.